# Pauline Croze (album)
Pauline Croze è il primo album in studio della cantante francese omonima, pubblicato l'11 febbraio 2005.

## Tracce
1. Mise à nu – 3:29
2. Dans la chaleur des nuits de pleine lune – 2:22
3. M'en voulez-vous ? – 3:00
4. Jeunesse affamée – 3:35
5. T'es beau – 2:42
6. Quand je suis ivre – 3:27
7. Je suis floue – 1:51
8. Je ferai sans – 3:17
9. Larmes – 2:36
10. Tita – 3:21
11. Femme fossile – 3:08
12. Mal assis – 5:21

## Classifiche
| Classifica (2005) | Posizione massima |
| ----------------- | ----------------- |
| Belgio (Vallonia) | 98                |
| Francia           | 35                |